# Arri
Arri Group — немецкая компания, специализирующаяся на производстве киносъёмочного оборудования. Полное наименование — Arnold & Richter Cine Technik (A&R). Штаб-квартира компании расположена в Мюнхене.

## История
Arri Group — компания — поставщик оборудования для киноиндустрии. Основана в 1917 году. Названа в честь основателей Августа Арнольда и Роберта Рихтера. Изготовитель пленочных кинокамер (16, 35, и 65/70 мм) и осветительного оборудования. В 1937 году презентовала первую 35-мм ручную кинокамеру с зеркальным обтюратором — Arriflex 35. Последующие модификации этой кинокамеры — имеющие зеркальный обтюратор, турель на три объектива и двигатель-рукоятку, расположенный снизу, выпускались вплоть до 1990-х годов.
В апреле 2016 года компания ARRI приобрела такую камеру со стабилизирующей системой от компании artemis Sachtler / Vitec Videocom, разработанную Curt O. Schaller.

## Серия камер
- Kinarri 35 (1924)
- Kinarri 16 (1928)
- Arriflex 35 (1937)
- Arriflex 35-II (1946)
- Arriflex 16ST (1952)
- Arriflex 16M (1962)
- Arriflex 16BL (1965)
- Arritechno 35 (1971)
- Arriflex 35 BL (1972)
- Arriflex 16SR (1975)
- Arriflex 35-III (1979)
- Arriflex 765 (1989)
- Arriflex 535 (1990)
- Arriflex 435 (1995)
- Arricam (2000)
- Arriflex 235 (2004)
- Arriflex D-20 (2005, цифровая)
- Arriflex D-21 (2008, цифровая)
- Arriflex 416 (2006)
- Arri Alexa (2010, цифровая)
- Arri Amira (2014, цифровая)
- Arri Alexa 65 (2015, цифровая)
- Arri Alexa Mini (2015, цифровая)
- Arri Alexa LF (Large Format, 2018, цифровая)
- Arri Alexa Mini LF (Large Format, 2019, цифровая)

## Световые приборы
На данный момент компания Arri выпускает следующие световые приборы для кино и телевидения:
- Галогенные приборы с линзой Френеля мощностью 150, 300, 650, 1000, 2000, 5000, 12000 и 24000 ватт. Приборы мощностью в 1000, 2000 и 5000 ватт имеют студийную модификацию с индексом ST — они обладают бо́льшим диаметром и могут управляться шестом (PO, Pole Operated). Данные приборы являются наименее дорогостоящими и часто применяются при съёмках в помещениях и в студии.
- Галогенные приборы типа open-faced серии ARRILITE мощностью 720 и 2000 ватт. Дают широкий световой поток, часто используются совместно с рамами или софтбоксами.
- HMI-приборы с линзой Френеля Arri Compact мощностью 125, 200, 575, 1200, 2500, 4000, 6000, 12000, 18000 ватт.
- HMI-приборы с PAR (параболический алюминиевый отражатель). Выпускаются серия Pocket мощностью 125, 200 и 400 ватт и серия ARRISUN с приборами мощностью 2000, 4000, 6000, 8000, 12000 и 18000 ватт.

Цветовая температура галогенных приборов — 3200 К. При диммировании она может изменяться в сторону уменьшения.
Цветовая температура HMI приборов — 5600 K. Для приборов HMI необходим дорогостоящий балласт. При диммировании цветовая температура не меняется.
Помимо этого, компания выпускает балласты (в том числе flicker-free для рапидных съёмок), LED- и флуоресцентные приборы, насадки и шторки для световых приборов, театральное световое оборудование и многое другое. Форм-фактор приборов является стандартом в киноиндустрии, достаточно распространены копии приборов, которые производятся в Индии и Китае и практически полностью повторяют строение оригинальных приборов, однако зачастую они быстрее выходят из строя из-за высокой температуры, выделяемой галогенной лампой внутри прибора, а также из-за механических повреждений в ходе эксплуатации.

## Фильм-рекордеры
Arrilaser — устройство, используемое для печати на киноплёнке фильмокопий с цифровых видеоданных, снятых цифровой кинокамерой или полученных в результате цифровой обработки изображения, сосканированного с негатива.

## Сканер для киноплёнки
Arriscan — устройство для сканирования последовательности кадров на киноплёнке в цифровой файл кинематографического качества — последовательность изображений для последующей обработки во время пост-производства и печати на цифровой негатив с помощью Arriscan или создания проекта цифрового кино — DCP.